# Clamídia

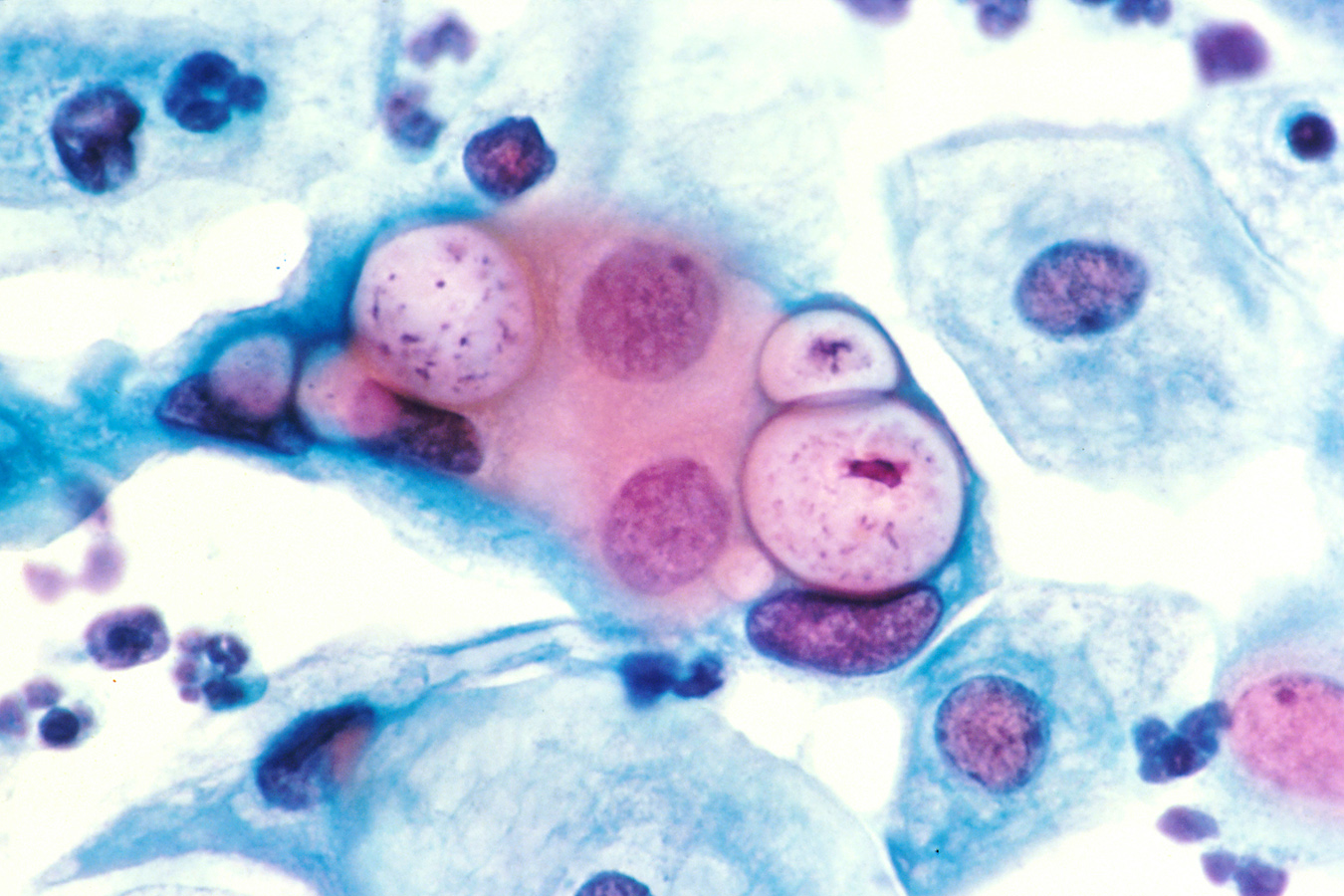
Clamídia vista al microscopi òptic. Citologia de Papanicolau. Tinció d'HE. 500X.

Les clamídies (Chlamyidia) són un gènere de bacteris en forma de cocs immòbils, d'entre 0,2 μm i 1,5 μm de diàmetre, gramnegatius (tot i que no s'han detectat glicopèptids en la seva paret cel·lular, tenen els gens per produir-lo) i paràsits intracel·lulars estrictes; les seves capacitats metabòliques són reduïdes i obtenen del seu hoste alguns recursos que necessiten per viure Es multipliquen per fissió binària a l'interior dels vacúols de les cèl·lules que parasiten En les persones poden causar malalties infeccioses de transmissió sexual, com la infecció genital per clamídia i el limfogranuloma veneri. Les infeccions per clamídia, al contrari que les causades per Neisseria gonorrhoeae, són més freqüents en dones que en homes.
No existeix ara per ara una vacuna efectiva contra les infeccions per Chlamydia spp. Un dels motius d'aquest fet és la dificultat per aplicar els resultats dels experiments fets en petits animals a models humans d'estudi antigènic. Els efectes de la fase I del primer assaig clínic efectuat en grups reduïts de dones emprant dos fàrmacs candidats a ser vacunes, obtinguts a partir de la tecnologia de l'ADN recombinant, es publicaren a l'agost de 2019.
Malgrat tenir un genoma petit, les clamídies es repliquen intracel·lularment dins d'una membrana força especialitzada dividida en compartiments i posseeixen un ampli arsenal de mecanismes efectors per sobreviure en un medi hostil, aconseguir un nínxol en les cèl·lules infectades i modular o evitar la resposta immunitària de l'hoste.

## Taxonomia
Les noves tècniques de genòmica bacteriana han comportat molts canvis en la nomenclatura taxonòmica dels gèneres, subordres, espècies i soques dels clamidials.
Destaquen dues espècies principals: la Chlamydia psittaci (avui dia anomenada Chlamydophila abortus), que és l'agent causant de la psitacosi i de diverses malalties que afecten a diferents aus i mamífers, i la Chlamydia trachomatis, que es caracteritza per la producció i l'acumulació intracitoplasmàtica de glicogen i pel fet d'ésser sensible a la sulfadiazina (un antibiòtic de tipus sulfamida), si bé el tractament actual és amb macròlids o tetraciclines. En casos d'infeccions respiratòries humanes inhabituals per C. psittaci l'ús d'azitromicina ha obtingut molt bons resultats. Es recomana tractar les clamidiosis aviars amb doxiciclina. Algunes soques de C. trachomatis són els agents del tracoma (infecció a l'ull), la clamidiosi humana, el limfogranuloma veneri i, molt sovint, de les uretritis no gonocòcciques, habitualment asimptomàtiques, però fàcilment transmissibles per via sexual. Per la seva identificació, els laboratoris utilitzen la tècnica d'hibridació in situ per fluorescència, o tests d'amplificació de l'àcid nucleic. Als serotipus ja coneguts causals del limfogranuloma veneri (L1, L2 i L3), s'ha d'afegir una nova variant, la L2b. Les infeccions per Clamidia trachomatis en dones poden ser un factor que augmenti el risc de desenvolupar un càncer de cèrvix.
D'altra banda, Chlamydia pneumoniae (un patogen intracel·lular amb un cicle únic de desenvolupament bifàsic i de distribució cosmopolita) pot causar pneumònies atípiques i bronquitis i és present en algunes infeccions de la faringe, generalment en persones adultes. Es considera que la Chlamydia pneumoniae incrementa l'ateroesclerosi i aguditza l'asma. En certs casos el bacteri és el principal agent causal del procés asmàtic i en altres contribueix al desenvolupament de formes d'asma resistents al tractament habitual. Alguns especialistes pensen que la infecció per aquesta clamídia és una de les causes de malaltia coronària ateromatosa, però dita hipòtesi no ha estat confirmada per ara, tal vegada per culpa de diversos problemes metodològics en els estudis realitzats sobre aquest tema. Es creu també que està implicada en l'etiologia de la demència d'inici tardà i en la gènesi i/o exacerbació de malalties inflamatòries cròniques de naturalesa molt dispar. El seu tractament d'elecció és una combinació de macròlids.
La infecció per Chlamydia trachomatis en dones joves és una causa freqüent de malaltia inflamatòria pelviana (MIP) i d'infertilitat d'origen tubàric. Això comporta un especial seguiment d'aquestes pacients, després de tractar la infecció clamidial primària (habitualment deguda a transmissió sexual). En els homes, C. trachomatis danya les cèl·lules de Sertoli i altera el procés d'espermatogènesi, això disminueix de forma significativa la qualitat del semen i pot originar infertilitat masculina. Chlamydophila abortus també pot provocar una MIP o -rares vegades- induir naixements prematurs i avortaments en humans.
Les infeccions per clamídies, per se o conjuntament amb les d'altres microorganismes, són una de les causes d'artritis reactiva i espondiloartritis. Estudis in vivo demostren que les clamídies provoquen en l'hoste un estat d'inflamació crònica caracteritzat per la presència de monòcits i macròfags activats i la secreció de citocines Th-1/Th-2, el qual pot comportar una important desregulació de la resposta immunitària i induir la gènesi de malalties autoimmunitàries.
S'han publicat casos d'infeccions nosocomials per Chlamydia psittaci derivats de transmissió persona-persona, una forma de contagi molt poc habitual. Altrament, les pneumònies atípiques provocades per aquest bacteri en individus que tenen contacte amb aus no són rares. També han estat descrites psitacosis respiratòries per C. psittaci després de la manipulació de membranes fetals equines infectades, una font del patògen abans desconeguda.
Alguns tipus de clamidíes viuen en endosimbiosi a altres microorganismes, com les acantoamebes. La Parachlamydia acanthamoebae es considera una causa emergent de pneumònies. Aquest bacteri en concret és el responsable de molts avortaments entre els remugants. Dintre de l'ordre Chlamydiales hi ha altres gèrmens endosimbiòtics identificats recentment i amb característiques patogèniques, com la Simkania negevensis. El bacteri pot infectar el tracte respiratori i altres teixits, si bé els seus efectes citopàtics són limitats. Certes espècies d'aquests bacteris, anomenades "amebo-resistents", es troben a l'aigua clorada domèstica.
Una espècie de clamídia, la Chlamydia pecorum és patògena pel bestiar (porcs, ovelles, bovins) i pels koales -és una de les causes del seu declivi en nombre-. Subtils canvis en la microbiota del tracte urogenital del marsupial durant el període reproductiu de la femella o la maduresa sexual del mascle afavoreixen la infecció per dita clamídia, que provoca infertilitat. Aquest fet pot relacionar-se amb la gran capacitat adaptativa de les clamídies i les seves soques per trobar diferents nínxols ecològics. Els assajos d'una vacuna contra la infecció per C. pecorum en aquests animals feta amb determinats pèptids sintètics han mostrat resultats prometedors. Chlamydia suis provoca conjuntivitis, pneumònia, lesions intestinals i diarrees entre els porcs joves i pot infectar als humans. Algunes soques són resistents al clàssic tractament amb tetraciclina i requereixen anticlamidials específics. En molts llocs, l'espècie endèmica predominant en els pollastres és Chlamydia gallinacea. El 2010, fou aïllada a Alemanya l'espècie Chlamydia avium en la melsa d'un psitàcid mort del gènere Polytelis.
Chlamydia muridarum infecta el tracte gastrointestinal dels murins i s'ha determinat que no es transmet sexualment entre ells. Provoca pneumonitis i enteritis en aquests animals. Fa uns anys es creia que era una variant de C. trachomatis, però avui dia es considera una espècie diferent. És un bacteri emprat freqüentment per desenvolupar models infectius experimentals i avaluar les respostes immunitàries o per estudiar els efectes de modificacions intencionades en el seu genoma.
Chlamydophila felis  (abans anomenada Chlamydia felis) és causa de conjuntivitis serioses i de pneumònies en els gats. El microorganisme té unes proteïnes de membrana externa bastant semblants a de algunes soques de C. trachomatis, que li permeten infectar a través dels receptors de l'àcid siàlic.
Rarament, s'han descrit conjuntivitis humanes causades per aquesta clamídia, la major part d'elles a conseqüència del contacte amb gats de carrer.
Altres clamidials, alguns encara sense classificació definitiva, afecten els peixos, com la Clavochlamydia salmonis. Alguns d'ells s'han trobat a l'interior del tracte digestiu de determinats cucs marins. Aquests tipus de bacteris són una amenaça pels salmònids (en especial els criats en piscifactories), incloent Salvelinus alpinus. Durant els darrers anys, dues noves famílies de clamídies s'han afegit a la llista de bacteris patògens dels peixos amb possibles efectes sobre la salut humana i a hores d'ara es creu que Chlamydia suis pot causar també tracoma. Han estat detectades espècies molt particulars a grans primats africans en perill d'extinció. Resta per determinar, però, si tenen efectes patògens en dits animals.
La Chlamydia sanzinia, del mateix clade que C. pneumoniae i C. pecorum, ha estat identificada com una de les causes de clamidiosi en les serps. També s'ha descobert recentment una nova espècie en les serps, la Chlamydia corallus.
Filogenèticament, es pensa que les diferents espècies de clamidíes tenen un avantpassat comú, els cianobacteris. També sembla demostrada una transmissió gènica antiga horitzontal entre Chlamydiae i Rickettsiaceae.
Diferents membres de la família Chlamydiaceae són transmesos per artròpodes (mosques, àcars, polls i possiblement paparres).

## Reproducció
Les clamídies es multipliquen únicament a l'interior de vacúols en el citoplasma de les cèl·lules que parasiten. Aquests vacúols s'anomenen inclusions clamidials.
En el seu cicle biològic es diferencien dos tipus de cèl·lules: unes de petites (0,2-0,4 mm de diàmetre) i denses, els cossos elementals, que resisteixen la dessecació, no es multipliquen i serveixen per a la dispersió de la infecció i unes altres de més grans (0,6-1,5 mm de diàmetre) i menys denses, els cossos reticulars, que són la forma vegetativa i es divideixen per fissió binària. Els cossos elementals, encara que són formes metabòlicament dorments, tenen una alta capacitat infecciosa. Dins de la cèl·lula parasitada és on es transformen en cossos reticulars, els quals si són formes metabòlicament actives però no infeccioses que es repliquen a les inclusions citoplasmàtiques abans esmentades.